# Allan Boyd
John Allan Boyd (Dumbarton, 10 settembre 1926 – 25 ottobre 2019) è stato un calciatore scozzese, di ruolo attaccante.

## Carriera

### Nazionale
Venne convocato nella nazionale britannica che partecipò ai Giochi olimpici del 1948, disputò solo uno dei quattro incontri giocati dalla sua Nazionale in quell'edizione.

## Palmarès

### Club

#### Competizioni nazionali
- Campionato scozzese: 1

Aberdeen: 1954-1955
- Coppa di Lega scozzese: 1

Aberdeen: 1955-1956
- Scottish Amateur Cup: 2

Queen's Park: 1946-1947, 1949-1950

#### Competizioni regionali
- Glasgow Cup: 1

Queen's Park: 1946